# 布赖恩·帕特里克·卡罗尔
布赖恩·帕特里克·卡罗尔（英文：Brian Patrick Carroll，1969年5月13日—），更为人所知的是他的表演用名桶头（Buckethead）是一名多乐器手，并且擅长多种风格的音乐。他发行了65张录音室专辑，四张特别版专辑和一张EP专辑。他在超过50名艺人、乐队的专辑中都有表演，他的音乐风格以前卫金属、放克、藍調、爵士、环境音乐以及前卫音乐为主。
桶头名字的由来是因为他在演出的时候带着一个肯德基的炸鸡桶，并且在上面贴着“葬礼（FUNERAL）”的黄色贴纸。并且佩戴着一个无表情的白色面具。根据桶头本人的说法，是因为受到了电影万圣节4的启发。他一度开始佩戴纯白色的桶帽，并且不再有肯德基的商标在上面。但是后来他又换回了肯德基桶。他也经常在台上表演双截棍以及机器舞。
作为一名乐手，桶头拥有超高的吉他演奏技巧。被誉为当今最有创意的吉他手。在GuitarOne杂志上，他被投票上榜史上最快的吉他手，排列第八位。也被收录在Guitar World的“史上25个最诡异的吉他手”和“史上50名最快吉他手”名单中。

## 生涯

### 早年
桶头出生于1969年5月13日。汤姆，南茜卡罗尔的5个孩子之一，兄妹有林恩，丽莎，劳瑞还有约翰。
桶头于12岁的时候开始演奏吉他。根据他的说法，直到一年以后他从亨廷顿滩搬到加州的克莱蒙特才开始严肃对待起来。他早期演奏技术的提升是因为去学习当地琴行Styles Music里面老师的私人课程。他早期的老师包括Max McGuire, Johnny Fortune, Mark Hammond, Pebber Brown 和 Paul Gilbert。他后来当Deli Creeps乐队在Style Music25周年庆典上表演的时候，他弹奏了一首曲子向他早年的老师们致敬。之后桶头开始制作自己作曲演奏的小样专辑。这些专辑在2007-2008年的时候发售。

### 1988–1994: 早期独奏生涯和“實踐”樂隊
在1988年離開Class-X樂隊之後，卡羅爾向吉他手雜誌投稿了一首叫做“Brazos”的曲子，一夕成名。編輯說：
令人震驚的吉他手和貝司手，他展現了Paul Gilber演奏速度和準度，優美和諧。他用他超現實，無盡的想象力徹底改變了傳統老派金屬樂和搖滾樂的陳詞濫調。一個真正值得關注的天才，被大家稱作“桶頭”
在同年，當卡羅爾和他的父母在編輯部的前台留下一張小樣專輯之後，雜誌的編輯Jas Obrecht知道了他。Jas被這張唱片打動。他衝到桶頭和他父母正在吃午飯的餐廳，鼓勵他要充分展現他的才華。很快他們便成為了朋友。在1989年，桶頭的一首叫做“Soowee”的曲子在另一場比賽中的到了驚人的關注。在1991年，桶頭搬到了Jas的地下室。（這就是紀錄片“桶頭在地下室”DVD的拍攝地點）。樂曲“Brazos”最終在1991年，在他的樂隊Deli Creeps的樣帶中發行，名為“Tribal Rites（部落典禮）”這首曲子又作為附加內容，在他2006年發行的DVD“神秘配方”中出現。Luke Sacco那是是他的老師。
在他兩張樣帶巨型機器人和桶頭樂園藍圖發行之後。1992年桶頭發行了“桶頭樂園”專輯。John Zorn的“日本前線唱片”為其出版。儘管價格昂貴。專輯收到了正面評價，並且贏得了一些關注。差不多就在此時，桶頭受到了才華貝司手、製作人Bill Laswell的吸引。開始了不時的合作。桶頭作為表演者、製作人和作曲者，被Limbomaniacs樂隊的鼓手Bryan "Brain" Mantia引薦給Laswell。他給了Laswell一段桶頭在他房間演奏的視頻。Bryan "Brain" Mantia桶頭很成為了Nicky Skopelitis之外的第二名Laswell合作樂手。
在1992年桶頭和Laswell，Bernie Worrell、Bootsy Collins和Bryan "Brain" Mantia，共同成立了formed the 超級樂隊 “實踐”。他們的第一張專輯“轉變（對比）”在同年發售，獲得成功。這樁計劃是Bill Laswell的概念，受到了如崩潰系統（System of a Down）的塞爾吉·坦吉安（Serj Tankian）等人的參與。桶頭參與了所有唱片的錄製。除了最早期的「1984」專輯和1998年的「Mold（鑄造）」專輯。
在1994年，桶頭以「Death Cube K」的名字發行了一張叫做“Dreamatorium”的專輯。Tom "Doc" Darter取了Death Cube K這個名字去規避索尼音樂法律問題。根據他的風格，官方問答版說：
很多人認為，不管怎樣，Death Cube K是另一位個體，看上去是桶頭的消極面。他戴着黑色反光面具，就好像Darth Vader。這個幽靈驚嚇着桶頭，並出現在他的噩夢中
科幻作家William Gibson之後借用了"Death Cube K”這個名字，作為一個酒吧的名字出現在他1996年的小說Idoru中。Gibson在Addicted to Noise的採訪中說明了這處引用：
Death Cube K 其實是一張專輯的名字，很抱歉我記不得是那個樂隊做的了，但是Bill Laswell，我不能說認識他，但是他的作品不時會流露出來友善很打動我。這個樂隊在他唱片公司的旗下。Death Cube K是他們出版專輯中一個狠毒化身的名字。當我看到它，我立刻聯想到東京的一個 Franz Kafka 主題酒吧的形象……

## 影響

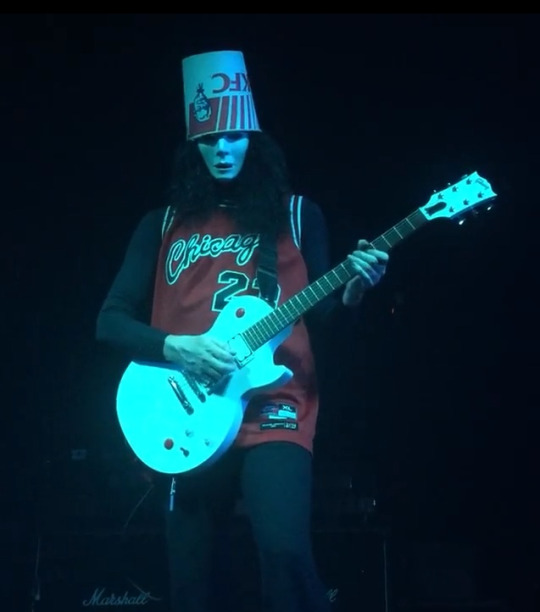
Buckethead身穿Michael Jordan球衣，對他的歌曲產生了主要影響。

桶頭引用了各種類型的音樂影響，包括麥克傑克森、百樂門-放克瘋、孝恩·蓮恩、麥克·宣科、尤利·強·洛德保羅·吉伯英格威·瑪姆斯汀、埃迪·哈澤爾、蘭迪・羅茲、拉里·拉隆德、麥克·莫拉斯基、James Cutri、路易·約翰遜、吉米·亨德里克斯、珍妮弗·巴汀、居民樂隊、埃迪·范·海倫、安格斯·楊，以及多年來與他合作過的許多藝術家。
除了音樂上的影響，桶頭還引用了非音樂的多種領域，這些影響用各別的方式表現在專屬的歌曲上。在桶頭的唱片內容說出他的靈感，他特別關注像迈克尔·乔丹這樣的籃球運動員（歌曲“Jordan”和“Jump Man”，專輯“Happy Birthday MJ 23”），George Gervin（關於“冰人”），Blake Griffin（關於“Crack the Sky”和“Griffin's Spike”），“Pistol”Pete Maravich（“戴維斯的馬克”），勒布朗·詹姆斯（有四首獻給他的歌曲）和卡里姆·阿卜杜勒·賈巴爾（專輯“卡里姆的足跡”）。
其他影響包括武術家和演員李小龙（在“死亡遊戲”歌曲以及在舞台上使用雙節棍其背後的靈感），作者H. P. Lovecraft（關於“Lurker at the Threshold”suite），眾多科幻和恐怖電視節目和電影，包括大草原上的小屋，亞歷杭德羅·喬多羅斯基的“聖山”（Kaleidoscalp），和巨人機器人（在舞台上顯示的幾首歌曲，專輯和舞台演出中提到）。迪士尼和迪士尼樂園也是對Buckethead職業生涯的主要影響。
Buckethead的靈感來自日本電影製作人Takashi Miike，其中有一首專注於Pepper's Ghost的歌曲。來自Out Orbit的歌曲“To Infinity and Beyond”致力於當時最近去世的籃球記者Craig Sager。

## 合作及个人
- 独奏 (1987–现在)
- Class-X (1987–1988)
- Limbomaniacs (1990)
- Deli Creeps (1990–2007)
- Praxis (1992–2011)
- Zillatron (1993)
- 作为Death Cube K (1994–1999, 2007–2009)
- Jonas Hellborg and Michael Shrieve (1995)
- Cornbugs (1995–2007)
- Giant Robot & Giant Robot II (1996–1998, 2004–2006)
- DJ Disk (1996–2001)
- Brain (1997–2013)
- El Stew (1999)
- Cobra Strike (1999–2000)
- Shin Terai (1999–2007)
- Viggo Mortensen (1999, 2003–2005, 2008–2013)
- Guns N' Roses (2000–2004)
- Thanatopsis (2001–2006, 2016)
- Colonel Claypool's Bucket of Bernie Brains (2002–2004)
- Travis Dickerson (2004–2010)
- 作为The Frankenstein Brothers (with That 1 Guy) (2006–2012)
- Science Faxtion (2007–2008)
- Lawson Rollins (2011)